# On farm research
On-farm research (OFR) ist angewandte Forschung im Bereich der Agrarwissenschaft, die gemeinsam mit dem Landwirt auf dessen Anbauflächen durchgeführt wird. Hierbei werden bestehende Anbaupraktiken mit Hilfe bestimmter Versuchsanordnungen analysiert. Durch neue Techniken und nachhaltige Lösungsansätze soll die Anbauweise in ökologischer und ökonomischer Hinsicht neu ausgerichtet werden und dadurch die Produktionsbedingungen des Pflanzenbaubetriebes verbessert werden. 

## Definitionen, Theorie, wissenschaftliche Diskussion
In einem Forschungsartikel aus dem Jahr 2005 heißt es zu diesem Thema, dass „das Ziel […] eine an den Fragestellungen des Landwirts orientierte Forschung [ist], die auch mit und durch die Landwirte selber durchgeführt werden kann.“
Der Begriff On-Farm Research wurde ursprünglich als internationaler Forschungsansatz ins Leben gerufen, um vor allem eine Methode zu entwickeln wie Forschungsarbeiten über Anbauverfahren oder Bodennutzungen (engl. cropping systems) als Forschungsgegenstand (engl. cropping systems research) etabliert werden könnten. Der Forschungsansatz sollte auch Grundlagen zur Auswahl geeigneter Untersuchungsmethoden zur Verbesserung der Anbautechniken oder Bodennutzungen schaffen, die der Landwirt letztlich unterstützen kann.
Ebenfalls eine frühe Definition aus dem Jahre 1989 wird durch das Alley Farming Network for Tropical Africa (AFNETA) an die Hand gegeben. Dort heißt es sinngemäß, „On-farm research ist ein unverzichtbares Werkzeug zur Entwicklung und Verifizierung von Landwirtschaftsbezogenen Technologien. On-farm research (OFR) kann in seiner einfachsten Weise definiert werden als Forschung, die auf den Anbauflächen und unmittelbaren Umwelt des Landwirtes ausgeführt wird.“ Ausgehend von dieser Definition bezeichnen die Autoren vier Schlüsselelemente:
- der Landwirt,
- die Anbauflächen des Landwirtes,
- die Beteiligung des Landwirtes und
- die unmittelbare Umwelt des Landwirts.

Ein Teilkonzept von on-farm research ist der teilflächenspezifische Feldanbau (engl. precision farming). Im Weinbau precision viticulture.
Eine breite wissenschaftliche Auseinandersetzung fand in Deutschland unter dem Namen preagro statt sowie dem Nachfolgeprojekt preagro II.

## Forschungsprojekte
Die Landwirtschaftskammer des Landes Schleswig-Holstein führte ein mehrjähriges Forschungsprojekt zu on farm research durch und veröffentlichte dazu eine Stellungnahme.